# Ubemandet udforskning af Månen
|  | Sammenskrivningsforslag Artiklen Ubemandet udforskning af Månen er foreslået føjet ind i Udforskning af Månen. (Siden april 2017) Diskutér forslaget Kort begrundelse: For at undgå at dette emne bliver spredt over for mange opslag – eventuelt en omdirigering |

En ubemandet udforskning af Månen foregår uden mennesker og har til formål at undersøge Månen.
USA og Sovjetunionen har været de klart mest dominerende nationer, når det handler om udforskningen af Månen. Men også store nationer, som Kina og Japan har sendt fartøjer op i nyere tid.
I perioden 1958-1975 sendte USA og Sovjetunionen henholdsvis omkring 24 og 30 ubemandede fartøjer til Månen.

## Ubemandede missioner til Månen (USA)
Det allerførste ubemandede fartøj, der af USA blev sendt mod Månen var i 1958 , og det havde til formål at gå i kredsløb om Månen og tage billeder af den. Fartøjet hed Pioneer 0 men allerede 73,9 sekunder efter opsendelsen sprang fartøjet i luften.
I juni 1966 lykkedes det for første gang for USA, hvad der var lykkedes for Sovjetunionen fire måneder før, nemlig at lande et fartøj på Månens overflade. Fartøjet hed Surveyor 1 og det nåede at tage 11.100 billeder af Månens overflade.
Til forberedelse af den første bemandede månelanding i 1969, blev fartøjet Lunar Orbiter 5 sendt til Månen i 1967 for at forbedre kortlægning af Månen. Efter at Lunar Orbiter 5 havde færdiggjort sin mission i 1968 var i alt 99% af månen kortlagt.
I 1998 sendte USA et fartøj kaldet Lunar Prospector op for at lede efter vand på Månen. Over en periode på 19 måneder lykkedes det for fartøjet at få en mere detaljeret optegnelse om Månens bestanddele (mineraler). I 1999 styrede fartøjet ned, og gik i stykker.
I 2009 sendte de igen et fartøj op for at undersøge Månen for vand. Fartøjet hed Lunar Reconnaissance Orbiter. På missionen, blev der blandt andet lavet en undersøgelse af Shackleton-månekrateret.

## Ubemandede missioner til Månen (Sovjetunionen)
Luna 2-fartøjet, der blev sendt op i 1959, var det første menneskefremstillede objekt, som fik kontakt med Månens overflade. Senere i 1959, blev fartøjet Luna 3 sendt op og tog de første billeder af Månens bagside.
I 1966 sendte Sovjetunionen fartøjet Luna 10 der blev det første til at gå i kredsløb om Månen. I alt kredsede Luna 10 ca. 460 gange rundt om Månen.
Luna 16, blev sendt op i 1970, var det første ubemandede fartøj til at samle månesten op, og returnere dem til Jorden. Senere i 1970, blev Luna 17 opsendt, det var et fartøj der var lavet til at kunne køre på Månens overflade. Luna 17 kørte 10 km på Månen, og optog videoer og billeder på hele turen.